# 北斗大榕樹
23°52′20″N 120°31′08″E / 23.872318°N 120.518880°E
北斗大榕樹，是位於臺灣彰化縣北斗鎮西德里的榕樹，被當地人視為神樹。

## 環境
位在西德里斗苑路上的北斗大榕樹在清治中葉時栽種，有傳說是先人開墾北斗時從福建帶來的樹苗。在2003年報導時樹高達16公尺 ，胸徑1.9公尺 ，胸圍5.6公尺 ，樹冠幅約有100平方公尺，需5位成人才能環抱。當地民眾將該地段稱為「大松腳」、「大樹下」，為北斗的地標。
西德里在舊日有濁水溪貫穿，先民可從鹿港溯溪來到北斗。舊日濁水溪氾濫多次，老樹卻一一挺過，而且枝濃葉茂。同街的寶興宮則傳說建廟原因是當地北勢寮常因氾濫成災，居民於是集資蓋廟，祈求不再淹水。濁水溪改道後，舊河道變成支流，只有豐水期才有溪水宣洩而下，平常河道為死水。
老榕樹因枝幹高大，成為老人聚會的場所，樹旁還有攤販。當地婦女傳說只要摘下此樹葉子以紅線綁好，掛在夜啼的小孩脖子上，就可一覺到天明，因此被地方人士視之為嬰兒的守護神，在中秋節前後還會有義子前來還願，成為地方宗教特色。
大甲媽祖遶境回鑾駐駕北斗壽安宮後，會經過此樹下去北斗奠安宮。
作家陳憲仁回憶在高速公路建立前，從臺中到臺南的公路局客運自省道轉進北斗鎮時上會在小圓環暫停，就會見到此樹。當時他會望上此樹一陣子，心想這地方一定是個有歷史、有文化的地方。

## 保育
1985年末，該樹與五福臨門神木、大里杙樹王公、澤民樹因屬自然文化景觀，被列為第二批解除古蹟列管名單。縣府農業局為保護此樹，除在樹梢上安裝避雷針，也於根部築花台填土，還在樹旁設介紹牌。附近商家、住戶將雜物堆放在此樹週遭空地，使景觀受到破壞，因此於1995年9月23日鎮長洪參民召集鎮公所相關課室主管會商，決定通知榕樹下的攤販限期遷離，堆置在週遭的雜物也需搬走，以便進行環境綠化美化工程。2007年9月5日，因樹身感染膠蟲，導致樹枝嚴重枯萎，彰化縣政府雇請工人將染病的枝幹給鋸斷，並連續噴藥三星期救治。

## 圖集
- 北斗寶興宮與北斗大榕樹
- 時任彰化縣縣長的阮剛猛所贈之地標石。
- 香爐與紅綾